# 紫竹国家高新技術産業開発区
紫竹国家高新技術産業開発区（しちくこっかこうしんぎじゅつさんぎょうかいはつく）は、中国の上海市閔行区にある国家級高新技術産業開発区である。2001年9月12日に建設が承認され、2002年6月25日に着工した。紫竹国家高新技術産業開発区では上海交通大学・華東師範大学により科学技術産業の発展が行われている。なお中国政府は「東洋のシリコンバレー」と称している。

## 交通
- 上海軌道交通 15号線 紫竹高新区駅